# Stephen Macht
Stephen Macht es un actor estadounidense nacido el 1 de mayo de 1942 en Filadelfia, Pensilvania, EE. UU.
Sus roles más importantes han sido en Star Trek: Deep Space Nine como Krim Aldos, y en la serie de televisión de los años 80 Hill Street Blues, siendo invitado durante una temporada. Apareció como Del, el padre del protagonista en "Una pandilla alucinante".